# Lino Miccichè
Lino Miccichè, vero nome Niccolò Miccichè (Caltanissetta, 31 luglio 1934 – Roma, 1º luglio 2004), è stato un critico cinematografico e storico del cinema italiano.

## Biografia
Poco più che ventenne viene nominato responsabile dei Centri Universitari Cinematografici. Alla fine degli anni cinquanta scrive per alcune riviste di cinema, gira alcuni cortometraggi a soggetto di impronta neorealista e nel 1962 dirige con Lino Del Fra e Cecilia Mangini il documentario All'armi, siam fascisti!, che racconta la genesi, il consolidamento e la caduta del regime di Mussolini.
Nel 1965 dà vita alla Mostra internazionale del Nuovo Cinema di Pesaro, che dirige per lungo tempo e di cui è membro del comitato organizzatore per quasi quarant'anni, sino alla sua morte. Per la Mostra di Pesaro organizza una serie di convegni che discutono in Italia delle principali ondate di nuovo cinema internazionale degli anni sessanta, come la Nová vlna cecoslovacca, il New American Cinema e il Nuovo cinema tedesco.
Nel 1968 instaura un dialogo con gli studenti che contestano il festival pesarese, decidendo di abolire i premi e di introdurre la gestione assembleare della manifestazione. L'esito della sua mediazione consente al festival di proseguire senza traumi, a differenza di quanto accade nello stesso anno alla Mostra di Venezia.
Nel 1973 inizia l'insegnamento di storia del cinema all'Università di Trieste, che prosegue alle università di Siena, Parigi-Sorbonne e Roma Tre, dove fonda il Dipartimento di Discipline dello Spettacolo (DAMS).
È stato titolare della rubrica cinematografica dell'Avanti! per oltre un trentennio. È stato inoltre critico cinematografico del TG3. Presidente del Sindacato Nazionale dei Critici Cinematografici (SNCCI), durante la sua presidenza viene creata, alla Mostra di Venezia, la Settimana della Critica. È stato anche Presidente della FIPRESCI.
È stato presidente della Biennale di Venezia (nel 1997) e del Centro sperimentale di cinematografia di Roma (1998-2002).
È del 2013 Lino Miccichè, mio padre - Una visione del mondo il documentario del figlio Francesco Miccichè che racconta la sua vita.

## Opere (parziale)
- "Morte a Venezia", di Luchino Visconti, collana Dal soggetto al film vol. 42, a cura di, Bologna, Cappelli, 1971.
- Il nuovo cinema degli anni '60, Torino, ERI, 1972; Venezia, Marsilio, 1976.
- Il neorealismo cinematografico italiano. Atti del convegno della X mostra internazionale del nuovo cinema, a cura di, Venezia, Marsilio, 1975.
- Cinema italiano degli anni '70. Cronache 1969-78, Venezia, Marsilio, 1980; 1989. ISBN 88-317-5145-X.
- L'incubo americano. Il cinema di Robert Altman, Venezia, Marsilio, 1984. ISBN 88-317-4728-2.
- Visconti e il neorealismo. Ossessione, La Terra trema, Bellissima, Venezia, Marsilio, 1990. ISBN 88-317-5258-8; 1998. ISBN 88-317-6856-5
- Cinema italiano. Gli anni '60 e oltre, Venezia, Marsilio, 1995. ISBN 88-317-6094-7.
- Luchino Visconti. Un profilo critico, Venezia, Marsilio, 1996. ISBN 88-317-6379-2.